# Af Al Pi Chen (schip, 1941)
De Af Al Pi Chen (Hebreeuws: אף-על-פי-כן) was een in 1941 gebouwd landingsvaartuig. In 1947 deed het dienst in de Aliyah Bet, de illegale immigratie van Joden naar het Mandaatgebied Palestina. Het schip werd vernoemd naar Af Al Pi, een operatie van vijf reizen in de Aliyah Bet die in 1937 en 1938 werden georganiseerd door de Betar.

## Geschiedenis
Het landingsvaartuig deed in het Canadese leger dienst bij de landing van de geallieerden op de kust van Noord-Afrika. Na de oorlog werd het schip in Italië door een Italiaans bedrijf overgekocht voor het vervoeren van landbouwproducten.

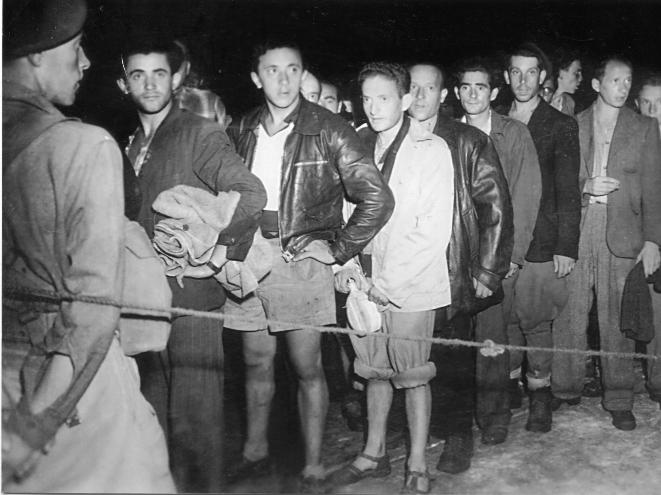
Opvarenden van de Af Al Pi Chen worden gedeporteerd naar de interneringskampen in Brits Cyprus

### In de Aliyah Bet
In 1946 werd het schip opgekocht door de Mossad Le'Aliyah Bet, die het de naam Af Al Pi Chen gaf, Hebreeuws voor "Ondanks alles, ja!" Deze naam diende het voornemen te laten zien van de Joden om ondanks de Britse weerstand hun immigraties te blijven uitvoeren.
Op 15 september 1947 vertrok de Af Al Pi Chen vanuit de Italiaanse havenstad Mondragone met 434 immigranten aan boord. Op 27 september kwam het in de kustwateren van Haifa aan, waar het door de torpedobootjager Talybont werd onderschept. De opvarenden boden veel weerstand, een persoon werd gedood en tien raakten gewond. De immigranten werden gedeporteerd naar de interneringskampen in Brits Cyprus.

### Latere geschiedenis
Na de Israëlische onafhankelijkheidsverklaring in mei 1948 werd het schip door de regering opgeknapt en deed het dienst in het Israëlisch defensieleger. In 1969 werd het schip tentoongesteld op het terrein van het Museum voor Clandestiene Immigratie en Marine in Haifa.

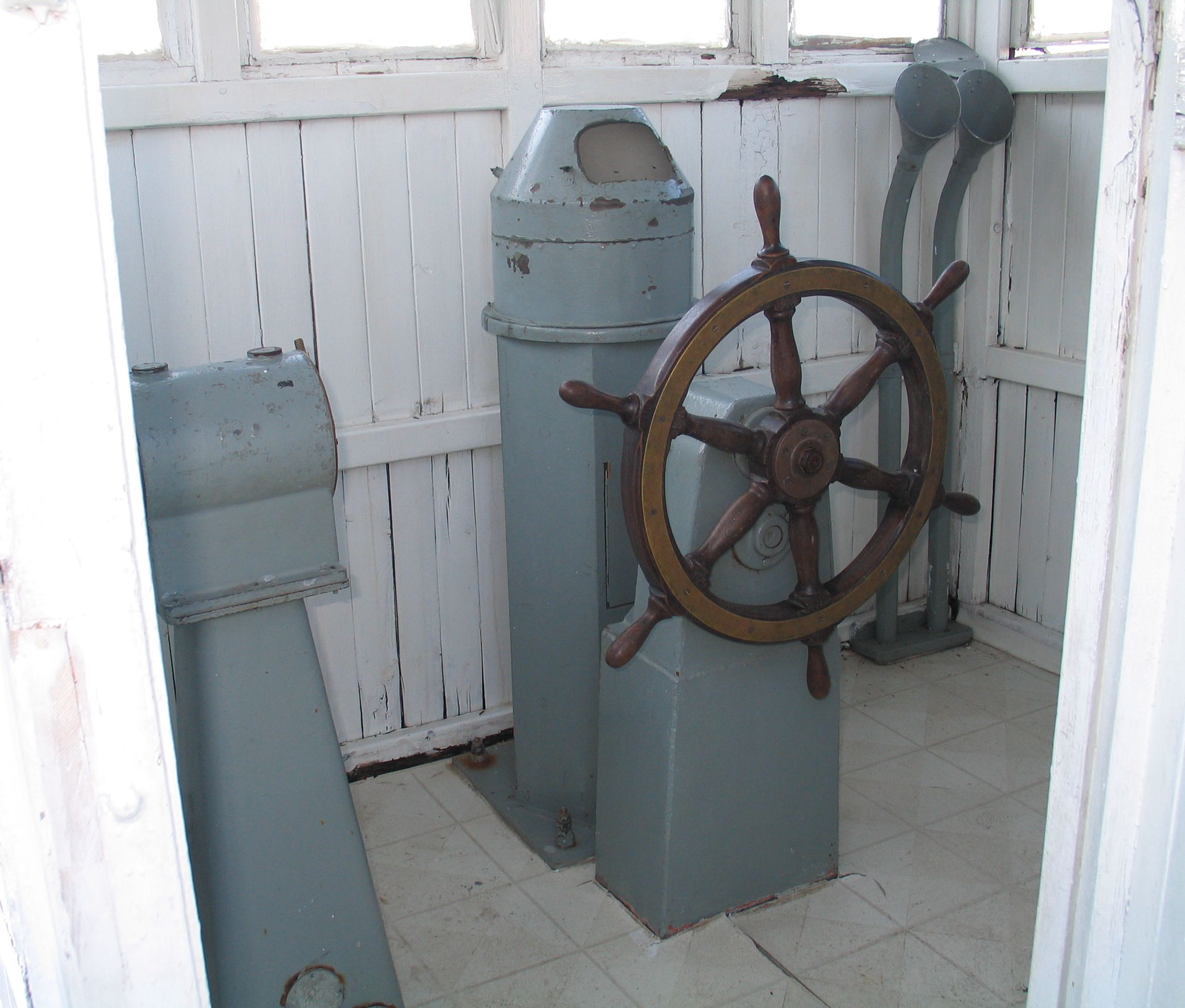
Brug
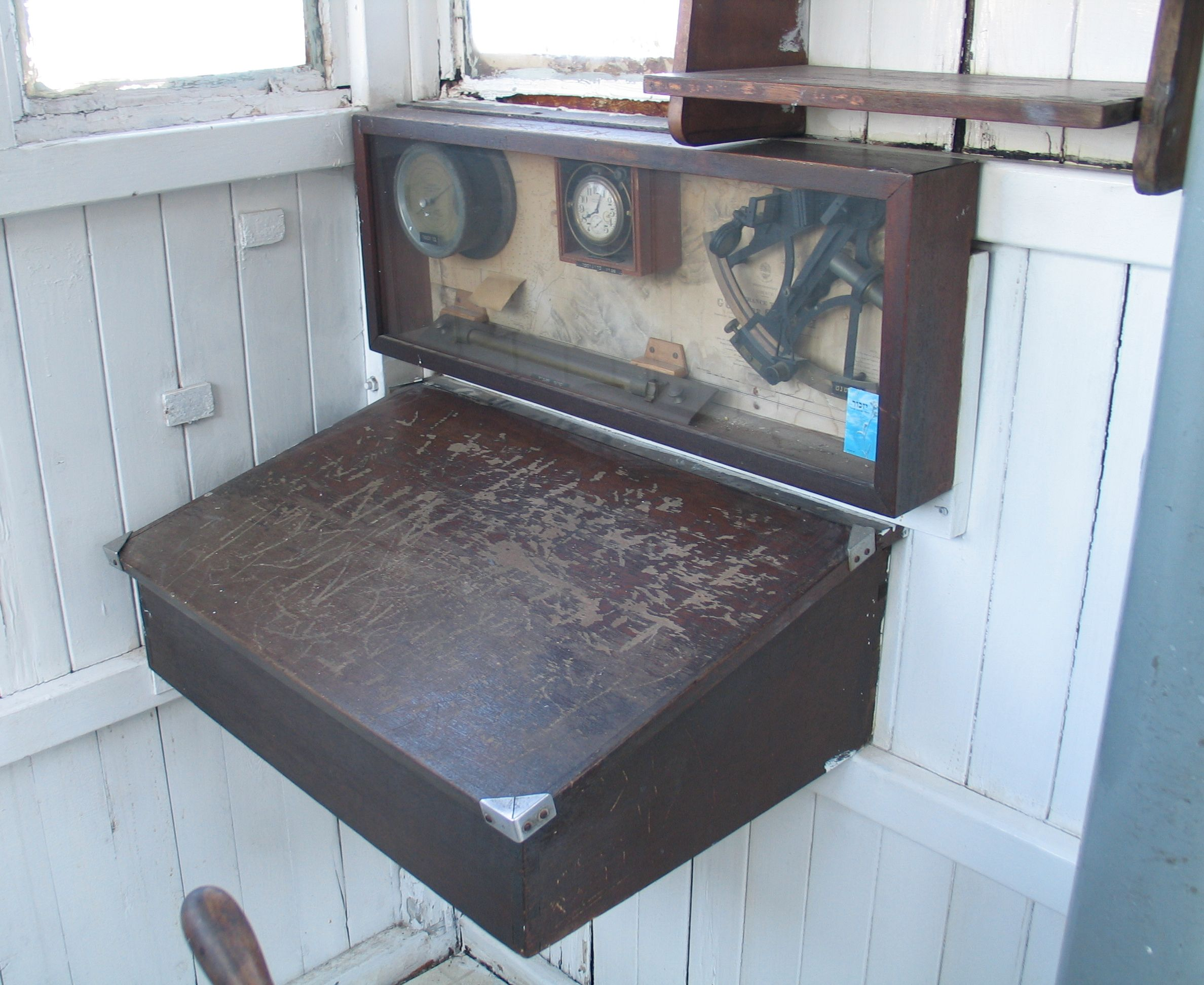
Brug
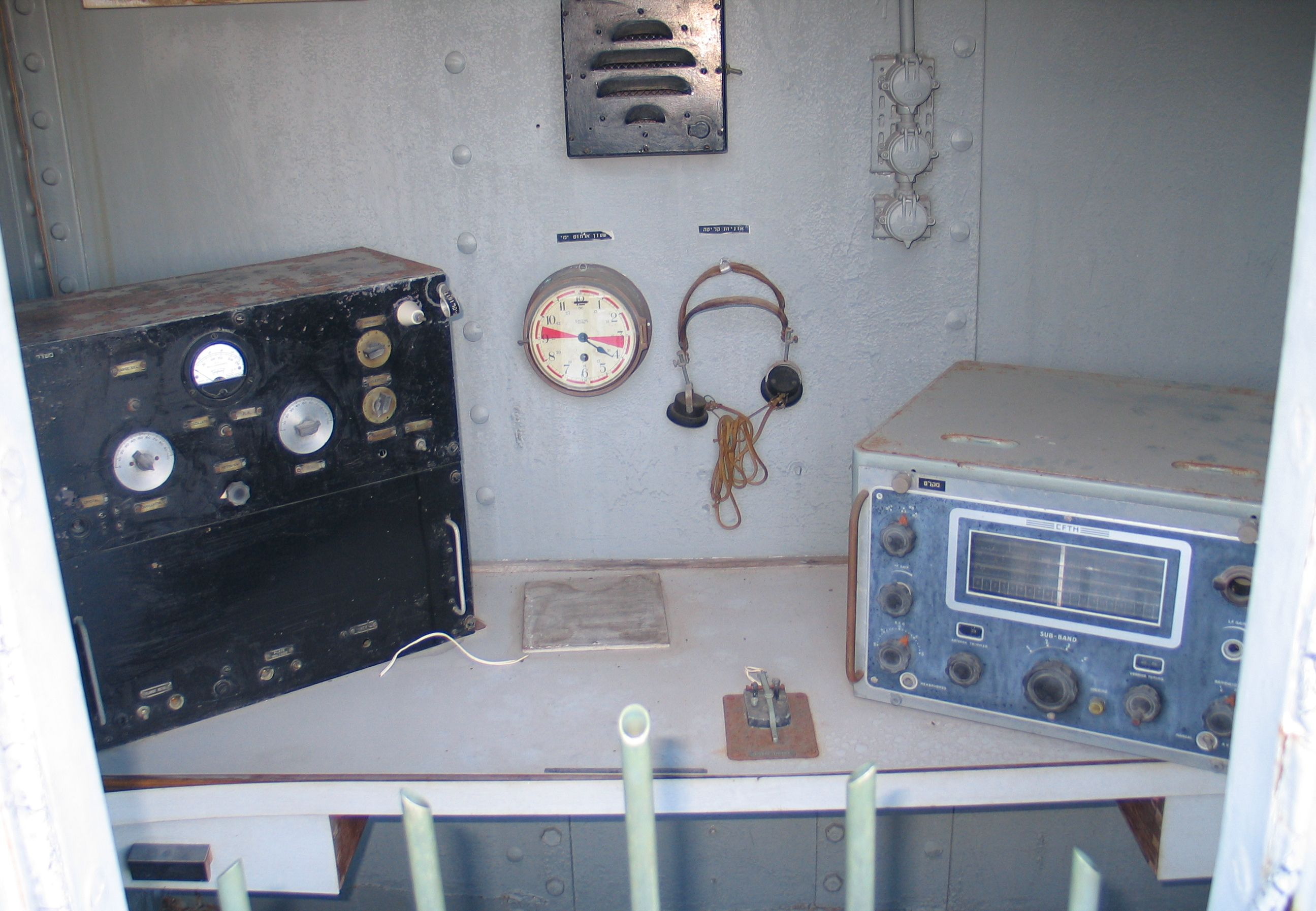
radiokamer